# لینکئوس

تجاوز به دختران لینکئوس

لینکئوس (در یونانی ، Lynkeus)، در اساطیر یونان نام شخصیتی است که بخاطر حسادت مرتکب قتل کاستور شد. وی این قتل را به همراه برادرش، آیداس، انجام داد. آیداس و لینکئوس، به این دلیل کاستور را به قتل رساندند که همه آنها (به همراه پولیدوکس) به دنبال تصاحب فوئبه و هیلاریا، دختران لئوکیپوس بودند.(لئوکیپوس در بعضی نسخه‌ها همچنین عموی آیداس و لینکئوس معرفی شده است).
لینکئوس همچنین یکی از آرگونات‌ها محسوب می شد و در شکار گراز کالیدونیان شرکت داشت. او فرزند آفارئوس و آرنه بود و گفته می شد که وی دارای دید عالی است، و حتی قادر است که آنچه را که در ورای درختان، دیوارها، و زیرزمین است، ببیند.

## منبع
- مشارکت‌کنندگان ویکی‌پدیا. «Lynceus (Argonaut)». در دانشنامهٔ ویکی‌پدیای انگلیسی، بازبینی‌شده در ۲۶ ژوئیهٔ ۲۰۱۰.